# Кубок Польської футбольної ліги 2000—2001
Кубок Польської Ліги 2000—2001 — 5-й розіграш Кубка Екстракляси. У змаганні брали участь 36 команд. Титул вперше здобула Вісла (Краків).

## Календар
| Раунд        | Дата                          | Матчі | Клуби   |
| ------------ | ----------------------------- | ----- | ------- |
| Перший раунд | 12/15 липня 2000              | 4     | 36 → 34 |
| Другий раунд | 19/22 липня 2000              | 18    | 34 → 25 |
| Третій раунд | 26 липня/2-3 серпня 2000      | 18    | 25 → 16 |
| 1/8 фіналу   | 29-30 серпня/6 вересня 2000   | 16    | 16 → 8  |
| 1/4 фіналу   | 18-25 жовтня/8-26 квітня 2000 | 8     | 8 → 4   |
| 1/2 фіналу   | 20-21 березня/3-4 квітня 2001 | 4     | 4 → 2   |
| Фінал        | 26 травня/3 червня 2001       | 2     | 2 → 1   |

## Перший раунд
| Команда 1                | Заг. | Команда 2            | 1-й матч | 2-й матч |
| ------------------------ | ---- | -------------------- | -------- | -------- |
| 12/15 липня 2000         |      |                      |          |          |
| Гурник (Польковіце) (2)  | 4:0  | Тлокі (Ґожице) (2)   | 2:0      | 2:0      |
| Заглембє (Сосновець) (2) | 3:4  | Долькан (Зомбки) (2) | 1:2      | 2:2      |

## Другий раунд
| Команда 1                           | Заг.    | Команда 2                         | 1-й матч | 2-й матч |
| ----------------------------------- | ------- | --------------------------------- | -------- | -------- |
| 19/22 липня 2000                    |         |                                   |          |          |
| Гетьман (Замостя) (2)               | 2:1     | Полар (Вроцлав) (2)               | 2:1      | 0:0      |
| Цераміка (Опочно) (2)               | 2:1     | Світ (Новий-Двір-Мазовецький) (2) | 1:0      | 1:1      |
| Долькан (Зомбки) (2)                | 3:5     | ЛКС (Лодзь) (2)                   | 1:3      | 2:2      |
| Лехія/Полонія (Гданськ) (2)         | 3:3 (ч) | Одра (Ополе) (2)                  | 2:0      | 1:3      |
| Влюкняж (2)                         | 6:4     | Лех (Познань) (2)                 | 5:2      | 1:2      |
| Гурник (Польковіце) (2)             | 7:4     | ГКС (Белхатув) (2)                | 4:2      | 3:2      |
| Полонія (Битом) (2)                 | 6:2     | КС Мишкув (2)                     | 5:1      | 1:1      |
| РКС (Радомсько) (2)                 | 3:0     | Сталь (Стальова Воля) (2)         | 0:0      | 3:0      |
| КСЗО (Островець-Свентокшиський) (2) | 2:3     | Гурник (Ленчна) (2)               | 2:1      | 0:2      |

## Третій раунд
| Команда 1                   | Заг.         | Команда 2                              | 1-й матч | 2-й матч |
| --------------------------- | ------------ | -------------------------------------- | -------- | -------- |
| 26 липня/2 серпня 2000      |              |                                        |          |          |
| ЛКС (Лодзь) (2)             | 0:4          | Гурник (Польковіце) (2)                | 0:3      | 0:1      |
| Гурник (Ленчна) (2)         | 0:2          | Гурник (Забже)                         | 0:0      | 0:2      |
| Стоміл (Ольштин)            | 1:8          | Гетьман (Замостя) (2)                  | 1:5      | 0:3      |
| Шльонськ (Вроцлав)          | 1:5          | Одра (Водзіслав-Шльонський)            | 1:2      | 0:3      |
| Лехія/Полонія (Гданськ) (2) | 0:3          | Дискоболія (Гродзиськ-Великопольський) | 0:0      | 0:3      |
| Рух (Радзьонкув)            | 1:2          | РКС (Радомсько) (2)                    | 0:1      | 1:1      |
| Цераміка (Опочно) (2)       | 1:1 пен. 3:4 | Влюкняж (2)                            | 0:1      | 1:0      |
| Полонія (Битом) (2)         | 1:4          | Погонь (Щецин)                         | 0:2      | 1:2      |
| 26 липня/3 серпня 2000      |              |                                        |          |          |
| ГКС (Катовіце)              | 4:1          | Орлен (Плоцьк) (2)                     | 2:0      | 2:1      |

## 1/8 фіналу
| Команда 1                              | Заг.    | Команда 2               | 1-й матч | 2-й матч |
| -------------------------------------- | ------- | ----------------------- | -------- | -------- |
| 29 серпня/6 вересня 2000               |         |                         |          |          |
| Легія (Варшава)                        | 3:1     | ГКС (Катовіце)          | 1:0      | 2:1      |
| 30 серпня/6 вересня 2000               |         |                         |          |          |
| Влюкняж (2)                            | 3:3 (ч) | Полонія (Варшава)       | 3:2      | 0:1      |
| Заглембє (Любін)                       | 5:2     | Рух (Хожув)             | 4:2      | 1:0      |
| Одра (Водзіслав-Шльонський)            | 1:3     | РКС (Радомсько) (2)     | 1:2      | 0:1      |
| Дискоболія (Гродзиськ-Великопольський) | 2:4     | Вісла (Краків)          | 0:0      | 2:4      |
| Відзев (Лодзь)                         | 2:6     | Аміка (Вронкі)          | 2:2      | 0:4      |
| Гурник (Забже)                         | 1:2     | Гурник (Польковіце) (2) | 1:1      | 0:1      |
| Погонь (Щецин)                         | 6:2     | Гетьман (Замостя) (2)   | 5:0      | 1:2      |

## 1/4 фіналу
| Команда 1                   | Заг.    | Команда 2               | 1-й матч | 2-й матч |
| --------------------------- | ------- | ----------------------- | -------- | -------- |
| 18 жовтня/25 листопада 2000 |         |                         |          |          |
| Аміка (Вронкі)              | 5:4     | Погонь (Щецин)          | 2:2      | 3:2      |
| 18 жовтня/26 листопада 2000 |         |                         |          |          |
| Легія (Варшава)             | 2:4     | Вісла (Краків)          | 1:1      | 1:3      |
| 25 жовтня/8 листопада 2000  |         |                         |          |          |
| Заглембє (Любін)            | 2:2 (ч) | Полонія (Варшава)       | 1:0      | 1:2      |
| РКС (Радомсько) (2)         | 3:4     | Гурник (Польковіце) (2) | 3:2      | 0:2      |

## 1/2 фіналу
| Команда 1                | Заг. | Команда 2        | 1-й матч | 2-й матч |
| ------------------------ | ---- | ---------------- | -------- | -------- |
| 20 березня/3 квітня 2001 |      |                  |          |          |
| Гурник (Польковіце) (2)  | 1:2  | Заглембє (Любін) | 0:0      | 1:2      |
| 21 березня/4 квітня 2001 |      |                  |          |          |
| Вісла (Краків)           | 2:1  | Аміка (Вронкі)   | 2:0      | 0:1      |

## Фінал
| Команда 1               | Заг. | Команда 2      | 1-й матч | 2-й матч |
| ----------------------- | ---- | -------------- | -------- | -------- |
| 26 травня/3 червня 2001 |      |                |          |          |
| Заглембє (Любін)        | 2:4  | Вісла (Краків) | 0:3      | 2:1      |

### Перший матч
| 26 травня 2001 |

| Заглембє (Любін) | 0:3      | Вісла (Краків)                      |
| ---------------- | -------- | ----------------------------------- |
|                  | Протокол | Сосін 32' Москалевич 33' Червец 73' |

| Стадіон Заглембє, Любін Глядачів: 1 000 Арбітр: Ґжеґож Ґілевський |

### Повторний матч
| 3 червня 2001 |

| Вісла (Краків)   | 1:2      | Заглембє (Любін)               |
| ---------------- | -------- | ------------------------------ |
| Франковський 47' | Протокол | Осипович 39' Кжижановський 53' |

| Міський стадіон, Краків Глядачів: 5 000 Арбітр: Яцек Ґранат |